# Schoeniparus dubius
Schoeniparus dubius е вид птица от семейство Земни тимелии (Pellorneidae). Видът е незастрашен от изчезване.

## Разпространение
Разпространен е в Бутан, Китай, Индия, Лаос, Мианмар, Тайланд и Виетнам.